# I Love Shopping
I Love Shopping (The Secret Dreamworld of a Shopaholic, noto anche come Confessions of a Shopaholic) è il primo romanzo scritto da Madeleine Wickham con lo pseudonimo di Sophie Kinsella, e una delle più celebri opere della letteratura chick lit. È il primo di una serie di romanzi con la stessa protagonista.

## Trama
Becky (Rebecca Bloomwood) è una ragazza inglese che fa la giornalista economica, ma non è assolutamente in grado di tenere sotto controllo le sue finanze. Becky dalla scrivania del prestigioso giornale londinese “Far fortuna risparmiando”, consiglia risparmio e investimenti sicuri ai lettori, ma ha il conto in rosso di migliaia di sterline.
Tutto ciò accade per l'irrefrenabile passione, quasi patologica per lo shopping. Ogni uscita rappresenta un'occasione per dare uno sguardo alle vetrine e per acquistare l'ennesimo cosmetico, l'ennesimo bagnoschiuma, l'ennesimo golfino di cui non può fare assolutamente a meno. Le vetrine calamitano la sua attenzione in maniera totalizzante, la scritta “Saldi” costituisce un richiamo irresistibile. L'inevitabile conseguenza è quella di ricevere disastrosi estratti conto e di essere letteralmente perseguitata dai manager delle banche che si occupano di recupero crediti.

## Personaggi
Becky Bloomwood: Protagonista della storia, Becky Bloomwood è una giornalista finanziaria che lavora per la rivista “Far Fortuna Risparmiando” (Successful Savings). Se da un lato è in grado di dare consigli ad altri sui propri
soldi, lei è incapace a gestire i propri e ha diversi debiti. Vive a Fulham, elegante quartiere londinese, ma è nata ad Oxshott, a sud, nel Surrey. È ossessionata dallo shopping. Prova anche a cominciare a risparmiare, ma si rende conto di non esserne in grado arrivando a spendere 200 sterline in un giorno. Compra anche dei biglietti della lotteria che risulteranno, in modo estremamente diverso dalle sue aspettative, non vincenti.
Jane e Graham Bloomwood: Sono i genitori di Becky e vivono ad Oxshott, nel Surrey. Becky è la loro unica figlia e arrivano a credere che il suo direttore di banca, Derek Smeath, la insegua e sia uno stalker. In verità questi cerca solo di mettersi in contatto con Becky per discutere della sua situazione finanziaria, ma lei cerca di evitarlo in ogni modo. I genitori di Becky sono estremamente comprensivi nei suoi confronti, e riescono quasi sempre a trovare le parole giuste per rimetterla su di morale.
Luke Brandon: Capo e creatore di una società di PR di successo, la “Brandon Communications”. Invita sempre Becky alle conferenze stampa e le dà una mano quando ha bisogno di un prestito di denaro. Quando Becky si rende conto di aver preso una cotta per Luke, scopre che questi ha una ragazza, tale Sacha de Bonneville. Luke è al trentunesimo posto nella classifica dei miliardari scapoli più prestigiosi della Gran Bretagna.
Susan Cleath-Stuart (Suze): È la coinquilina di Becky. I suoi genitori sono aristocratici benestanti e hanno comprato l'appartamento come regalo per la figlia. Suze è l'amica più vicina di Becky. Aiutando Becky a far cornici durante uno dei tentativi di farle guadagnare più soldi, si rende conto di avere talento e comincia a lavorare come designer professionista. Anche Suze adora fare shopping, ma vive entro i propri mezzi grazie agli assegni della sua famiglia.
Tarquin Cleath-Stuart: Il cugino “strano” di Suze, al quindicesimo posto nella classifica dei miliardari scapoli più prestigiosi della Gran Bretagna. Vive in Scozia e ha per poco tempo una cotta per Becky. Escono anche assieme, ma l'appuntamento non va come previsto da Becky: la porta in un Pizza Express invece di un prestigioso ristorante, e la serata finisce con Tarquin che scopre da lontano Becky guardare, anche se solo per innocente curiosità, il suo libretto degli assegni. Prova a invitarla una seconda volta, ma lei uscirà con Luke.
Elly Granger: Elly è una conoscente di Becky all'inizio del libro, nonché sua collega e giornalista finanziaria. Anche se inizialmente entrambe provano una certa antipatia verso quel tipo di ambiente, Elly comincia a inserirsi accettando un lavoro alla Wetherby's Investments. Finiranno col prendere strade diverse e separarsi, tant'è che Elly non viene più menzionata nemmeno nei libri successivi.  
Derek Smeath: È il direttore della banca di Becky e per tutta la storia cerca di contattare Becky per poter discutere del suo conto bancario e degli scoperti. Viene anche scambiato per uno stalker dai genitori di Becky. Alla fine del libro, quest'ultima lo contatta dicendogli che vuol affrontare i suoi debiti responsabilmente. Lo apostrofa simpaticamente “Sweetie Smeathie”.
Famiglia Webster: Janice e Martin Webster sono i vicini di casa dei genitori di Becky, e anche molto amici con loro. Hanno un ruolo cruciale nello svolgimento della storia, quando vengono ingannati dalla propria banca perdendo 20.000 sterline. Il figlio Tom è un amico d'infanzia di Becky, dalla quale è stato respinto. Ha una casa a Reigate, nel Surrey, cosa che deprime Becky al sol sentirne parlare, dato che non si trova in una situazione finanziaria adatta per comprarne una tutta sua. Ha una fidanzata, Lucy, alla quale compra tutto quello che vuole per il suo compleanno.

## Critica
I primi romanzi della serie hanno in generale ricevuto un'accoglienza positiva dalla critica.
Una delle recensioni considera astuto il fatto che la Kinsella cominci ogni capitolo con una minacciosa lettera per Becky da parte della banca.
Ai lettori sembra piacere molto il personaggio e si preoccupano di cosa le succede, come per un amico. Anche se ha colpe, è “irresistibilmente euforica”. Recensendo il libro, molti sono d'accordo sul fatto che Sophie Kinsella è riuscita a combinare due elementi essenziali che lo rendono il favorito fra i lettori: abbondanti lampi di realtà e un acuto senso dell'umorismo. Le donne si identificano con il personaggio e la sua situazione. Le recensioni incoraggiano i lettori a concentrarsi sui primi libri della serie, rispetto ai successivi che sembrano essere stati scritti troppo in fretta, anche se sono sempre in grado di soddisfare quei lettori fedeli alla serie.

## Sequel della serie
1. I love shopping
2. I love shopping a New York
3. I love shopping in bianco
4. I love shopping con mia sorella
5. I love shopping per il baby
6. I love mini shopping
7. I love shopping a Hollywood
8. I love shopping a Las Vegas
9. I love shopping a Venezia
10. I love shopping a Natale

## Il film
Dai libri vi è stato un adattamento cinematografico con Isla Fisher nel ruolo di Becky, uscito nelle sale statunitensi il 13 febbraio 2009, mentre il 27 dello stesso mese in quelle italiane.

## Edizioni
- Sophie Kinsella, I love Shopping, traduzione di Annamaria Raffo, Mondadori, 2007,  pp. 300 circa, ISBN 978-88-04-49854-4.